# Сантьяго-де-Калатрава
Сантьяго-де-Калатрава (ісп. Santiago de Calatrava) — муніципалітет в Іспанії, у складі автономної спільноти Андалусія, у провінції Хаен. Населення — 857 осіб (2010).
Муніципалітет розташований на відстані близько 300 км на південь від Мадрида, 33 км на захід від Хаена.

## Демографія
Динаміка населення (INE ):

## Галерея зображень

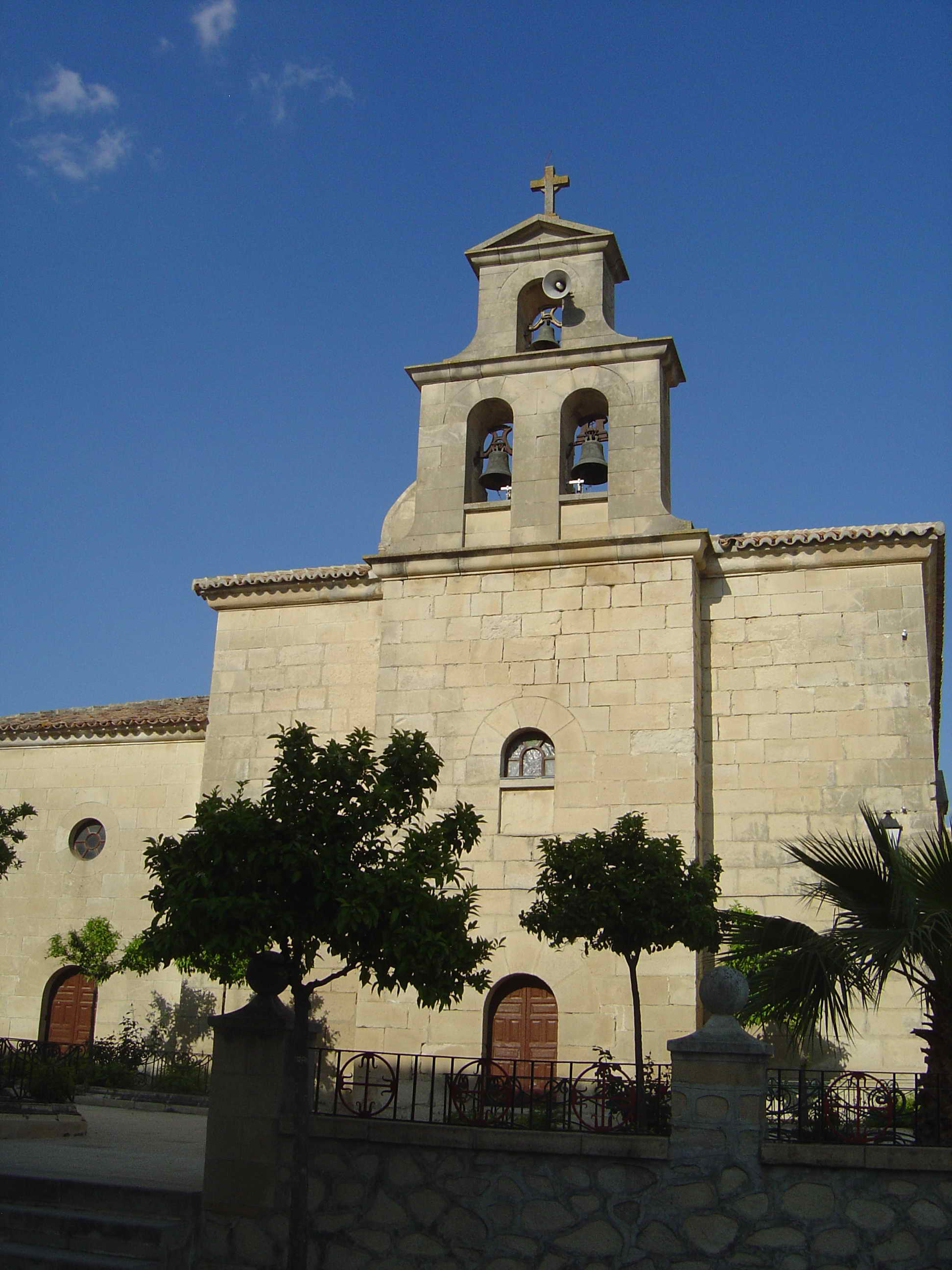
Парафіяльна церква Ла-Вірхен-де-ла-Естрелья